# Llista de topònims de l'Espluga Calba
Llista de topònims (noms propis de lloc) del municipi de l'Espluga Calba, a les Garrigues
Informació actualitzada per un bot. Els canvis manuals es perdran quan s'actualitzi!

## cabana
| imatge | Nom                             | Ubicat a        | instància de  | Detalls       | coordenades                                                                   | Protecció | Commons (més fotos) | Dades a WD                    |
| ------ | ------------------------------- | --------------- | ------------- | ------------- | ----------------------------------------------------------------------------- | --------- | ------------------- | ----------------------------- |
|        | cabana de l'Encadarnat          | l'Espluga Calba | cabana        | Estat: ruïnós | 41° 29′ 09″ N, 0° 59′ 06″ E / 41.4858505219174°N,0.985136471697678°E          |           |                     | Modifica les dades a Wikidata |
|        | cabana de la Felícia            | l'Espluga Calba | cabana        |               | 41° 28′ 42″ N, 1° 00′ 07″ E / 41.478388751619°N,1.00193117922752°E            |           |                     | Modifica les dades a Wikidata |
|        | cabana del Feliu                | l'Espluga Calba | cabana        | Estat: ruïnós | 41° 29′ 08″ N, 1° 00′ 11″ E / 41.4856052635702°N,1.00308685624901°E 455 msnm  |           |                     | Modifica les dades a Wikidata |
|        | cabana del Ferran               | l'Espluga Calba | cabana        |               | 41° 29′ 24″ N, 0° 53′ 11″ E / 41.4900654903725°N,0.886302204314176°E 363 msnm |           |                     | Modifica les dades a Wikidata |
|        | cabana del Joan del Cabeça      | l'Espluga Calba | cabana        |               | 41° 29′ 19″ N, 0° 58′ 49″ E / 41.4884846503355°N,0.980239532747772°E 425 msnm |           |                     | Modifica les dades a Wikidata |
|        | cabana del Marian               | l'Espluga Calba | cabana        |               | 41° 30′ 48″ N, 0° 59′ 30″ E / 41.513398659344°N,0.99165575033411°E            |           |                     | Modifica les dades a Wikidata |
|        | cabana del Misango              | l'Espluga Calba | cabana        |               | 41° 28′ 11″ N, 0° 59′ 33″ E / 41.4697674382937°N,0.992520291551789°E          |           |                     | Modifica les dades a Wikidata |
|        | cabana del Mitger               | l'Espluga Calba | cabana        |               | 41° 28′ 55″ N, 1° 00′ 12″ E / 41.4819098077174°N,1.00345187493728°E 493 msnm  |           |                     | Modifica les dades a Wikidata |
|        | cabana del Pelat                | l'Espluga Calba | cabana        |               | 41° 29′ 09″ N, 0° 59′ 48″ E / 41.4858022098901°N,0.996804404187413°E 437 msnm |           |                     | Modifica les dades a Wikidata |
|        | cabana del Rei                  | l'Espluga Calba | cabana        |               | 41° 28′ 33″ N, 0° 59′ 08″ E / 41.475826384701°N,0.985674609792567°E           |           |                     | Modifica les dades a Wikidata |
|        | cabana del Ros del Coco         | l'Espluga Calba | cabana        |               | 41° 28′ 48″ N, 0° 58′ 59″ E / 41.4800682749926°N,0.983087967452046°E 472 msnm |           |                     | Modifica les dades a Wikidata |
|        | cabana del Xaparro              | l'Espluga Calba | cabana        |               | 41° 29′ 00″ N, 0° 58′ 24″ E / 41.4834451416505°N,0.973317443522971°E          |           |                     | Modifica les dades a Wikidata |
|        | cabanes del Rossendo            | l'Espluga Calba | cabana        |               | 41° 28′ 52″ N, 0° 58′ 50″ E / 41.481176813242°N,0.98056236657525°E 457 msnm   |           |                     | Modifica les dades a Wikidata |
|        | corral de l'Ametller            | l'Espluga Calba | cabana        | Estat: ruïnós | 41° 28′ 02″ N, 0° 59′ 41″ E / 41.467323°N,0.994749°E 523 msnm                 |           |                     | Modifica les dades a Wikidata |
|        | corral de l'Arteu               | l'Espluga Calba | cabana corral |               | 41° 28′ 22″ N, 1° 00′ 09″ E / 41.4726709624455°N,1.00253795373122°E           |           |                     | Modifica les dades a Wikidata |
|        | corral del Sairac               | l'Espluga Calba | cabana        | Estat: ruïnós | 41° 28′ 29″ N, 0° 59′ 40″ E / 41.4748440448409°N,0.994399493892452°E 460 msnm |           |                     | Modifica les dades a Wikidata |
|        | corral del Tòfol                | l'Espluga Calba | cabana        |               | 41° 28′ 27″ N, 0° 59′ 46″ E / 41.4740383726053°N,0.996232668501818°E          |           |                     | Modifica les dades a Wikidata |
|        | pallissa de Cal Seuma           | l'Espluga Calba | cabana        |               | 41° 29′ 13″ N, 0° 58′ 37″ E / 41.4868244395544°N,0.976997154423922°E          |           |                     | Modifica les dades a Wikidata |
|        | pallissa del Borrassol          | l'Espluga Calba | cabana        |               | 41° 29′ 17″ N, 0° 59′ 06″ E / 41.4879814530319°N,0.984926686254362°E          |           |                     | Modifica les dades a Wikidata |
|        | pallissa del Carafell           | l'Espluga Calba | cabana        |               | 41° 29′ 05″ N, 1° 00′ 07″ E / 41.4847202745012°N,1.00191627179328°E           |           |                     | Modifica les dades a Wikidata |
|        | pallissa del Cila               | l'Espluga Calba | cabana        |               | 41° 29′ 29″ N, 0° 58′ 57″ E / 41.4912904728992°N,0.98256009905049°E           |           |                     | Modifica les dades a Wikidata |
|        | pallissa del Colau              | l'Espluga Calba | cabana        |               | 41° 29′ 12″ N, 1° 00′ 06″ E / 41.4866592942402°N,1.00154524841516°E           |           |                     | Modifica les dades a Wikidata |
|        | pallissa del Felip              | l'Espluga Calba | cabana        |               | 41° 29′ 48″ N, 1° 00′ 29″ E / 41.496573757387°N,1.00817673229198°E            |           |                     | Modifica les dades a Wikidata |
|        | pallissa del Miquel de la Badia | l'Espluga Calba | cabana        |               | 41° 29′ 34″ N, 0° 59′ 58″ E / 41.4928752263883°N,0.999545280901478°E          |           |                     | Modifica les dades a Wikidata |
|        | pallissa del Repuny             | l'Espluga Calba | cabana        |               | 41° 28′ 22″ N, 0° 59′ 53″ E / 41.4727890718948°N,0.99793574650983°E           |           |                     | Modifica les dades a Wikidata |

## casa
| imatge | Nom          | Ubicat a        | instància de | Detalls                                  | coordenades                                                                    | Protecció                                  | Commons (més fotos) | Dades a WD                    |
| ------ | ------------ | --------------- | ------------ | ---------------------------------------- | ------------------------------------------------------------------------------ | ------------------------------------------ | ------------------- | ----------------------------- |
|        | Cal Marian   | l'Espluga Calba | casa         | Estil: arquitectura popular 16th century | 41° 29′ 43″ N, 1° 00′ 14″ E / 41.49519°N,1.004°E ca:C. Sta. Maria, 89 432 msnm | bé integrant del patrimoni cultural català | Cal Marian          | Modifica les dades a Wikidata |
|        | Cal Pons     | l'Espluga Calba | casa         |                                          | 41° 29′ 43″ N, 1° 00′ 13″ E / 41.495208°N,1.003641°E                           | bé cultural d'interès local                |                     | Modifica les dades a Wikidata |
|        | Cal Saladero | l'Espluga Calba | casa         | Estil: arquitectura popular              | 41° 29′ 43″ N, 1° 00′ 13″ E / 41.49515°N,1.00352°E ca:Plaça de l'Església, 4   | bé integrant del patrimoni cultural català |                     | Modifica les dades a Wikidata |

## font
| imatge | Nom                     | Ubicat a        | instància de | Detalls                     | coordenades                                                          | Protecció                                  | Commons (més fotos) | Dades a WD                    |
| ------ | ----------------------- | --------------- | ------------ | --------------------------- | -------------------------------------------------------------------- | ------------------------------------------ | ------------------- | ----------------------------- |
|        | font de l'Espluga Calba | l'Espluga Calba | font         | Estil: arquitectura popular | 41° 29′ 39″ N, 1° 00′ 21″ E / 41.49422°N,1.00592°E                   | bé integrant del patrimoni cultural català |                     | Modifica les dades a Wikidata |
|        | font del Mas Blanc      | l'Espluga Calba | font         |                             | 41° 28′ 35″ N, 0° 59′ 35″ E / 41.4764761778596°N,0.992959927758283°E |                                            |                     | Modifica les dades a Wikidata |
|        | font del Rellon         | l'Espluga Calba | font         |                             | 41° 29′ 48″ N, 0° 59′ 41″ E / 41.4966090379687°N,0.994662366030831°E |                                            |                     | Modifica les dades a Wikidata |

## granja
| imatge | Nom                         | Ubicat a        | instància de | Detalls | coordenades                                                          | Protecció | Commons (més fotos) | Dades a WD                    |
| ------ | --------------------------- | --------------- | ------------ | ------- | -------------------------------------------------------------------- | --------- | ------------------- | ----------------------------- |
|        | Granges del Gili            | l'Espluga Calba | granja       |         | 41° 29′ 49″ N, 0° 59′ 51″ E / 41.4968908803747°N,0.997397068323591°E |           |                     | Modifica les dades a Wikidata |
|        | Granges del Moliner         | l'Espluga Calba | granja       |         | 41° 29′ 32″ N, 1° 00′ 12″ E / 41.4921680690772°N,1.00342429751809°E  |           |                     | Modifica les dades a Wikidata |
|        | Granja de Cal Senan         | l'Espluga Calba | granja       |         | 41° 29′ 40″ N, 0° 59′ 58″ E / 41.4944061850591°N,0.999534097170068°E |           |                     | Modifica les dades a Wikidata |
|        | Granja del Bessó            | l'Espluga Calba | granja       |         | 41° 29′ 40″ N, 0° 59′ 50″ E / 41.4944639338648°N,0.9971603857876°E   |           |                     | Modifica les dades a Wikidata |
|        | Granja del Feliu            | l'Espluga Calba | granja       |         | 41° 29′ 54″ N, 0° 59′ 59″ E / 41.498225932246°N,0.999584235779704°E  |           |                     | Modifica les dades a Wikidata |
|        | Granja del Jaume Miró       | l'Espluga Calba | granja       |         | 41° 29′ 42″ N, 1° 00′ 39″ E / 41.4950237260924°N,1.01072796955159°E  |           |                     | Modifica les dades a Wikidata |
|        | Granja del Marian           | l'Espluga Calba | granja       |         | 41° 29′ 52″ N, 1° 00′ 07″ E / 41.4976550241634°N,1.00197386095143°E  |           |                     | Modifica les dades a Wikidata |
|        | Granja del Ramon del Cabeça | l'Espluga Calba | granja       |         | 41° 29′ 34″ N, 1° 00′ 44″ E / 41.4928135885535°N,1.01208936504047°E  |           |                     | Modifica les dades a Wikidata |

## masia
| imatge | Nom            | Ubicat a        | instància de | Detalls | coordenades                                                         | Protecció | Commons (més fotos) | Dades a WD                    |
| ------ | -------------- | --------------- | ------------ | ------- | ------------------------------------------------------------------- | --------- | ------------------- | ----------------------------- |
|        | Mas del Càndio | l'Espluga Calba | masia        |         | 41° 29′ 15″ N, 1° 01′ 00″ E / 41.48740007861°N,1.0167587087934°E    |           |                     | Modifica les dades a Wikidata |
|        | Xalet del Miró | l'Espluga Calba | masia        |         | 41° 29′ 41″ N, 1° 00′ 32″ E / 41.4945963419353°N,1.00893214664627°E |           |                     | Modifica les dades a Wikidata |

## muntanya
| imatge | Nom              | Ubicat a                      | instància de | Detalls | coordenades                                                       | Protecció | Commons (més fotos) | Dades a WD                    |
| ------ | ---------------- | ----------------------------- | ------------ | ------- | ----------------------------------------------------------------- | --------- | ------------------- | ----------------------------- |
|        | Lo Redemú        | l'Espluga Calba               | muntanya     |         | 41° 29′ 30″ N, 1° 00′ 10″ E / 41.4918°N,1.00267°E 477 msnm        |           |                     | Modifica les dades a Wikidata |
|        | Puig Pedrós      | Fulleda Senan l'Espluga Calba | muntanya     |         | 41° 28′ 48″ N, 1° 02′ 15″ E / 41.4799°N,1.03744°E 585.9 msnm      |           |                     | Modifica les dades a Wikidata |
|        | Pujol dels Graus | l'Espluga Calba               | muntanya     |         | 41° 30′ 13″ N, 1° 00′ 48″ E / 41.5035°N,1.01333°E 522.4 msnm      |           |                     | Modifica les dades a Wikidata |
|        | Roca Tomasa      | Fulleda l'Espluga Calba       | muntanya     |         | 41° 28′ 28″ N, 1° 01′ 10″ E / 41.4744°N,1.01948°E 589.4 msnm      |           |                     | Modifica les dades a Wikidata |
|        | Tossal Figuera   | l'Espluga Calba               | muntanya     |         | 41° 29′ 12″ N, 0° 59′ 21″ E / 41.48678889°N,0.989225°E 396.1 msnm |           |                     | Modifica les dades a Wikidata |
|        | Tossal Gros      | l'Espluga Calba               | muntanya     |         | 41° 29′ 06″ N, 1° 00′ 18″ E / 41.485°N,1.005°E 536.5 msnm         |           |                     | Modifica les dades a Wikidata |
|        | el Mas Blanc     | Vinaixa l'Espluga Calba       | muntanya     |         | 41° 28′ 14″ N, 0° 59′ 11″ E / 41.4706°N,0.986444°E 531.5 msnm     |           |                     | Modifica les dades a Wikidata |

## Misc
| imatge | Nom                            | Ubicat a                                                                       | instància de                                   | Detalls                                  | coordenades                                                                                     | Protecció                                            | Commons (més fotos)               | Dades a WD                    |
| ------ | ------------------------------ | ------------------------------------------------------------------------------ | ---------------------------------------------- | ---------------------------------------- | ----------------------------------------------------------------------------------------------- | ---------------------------------------------------- | --------------------------------- | ----------------------------- |
|        | Barranc del Turull             | l'Espluga Calba els Omellons                                                   | curs d'aigua                                   | Desemboca: canal d'Urgell                |                                                                                                 |                                                      |                                   | Modifica les dades a Wikidata |
|        | Casa de la Vila                | l'Espluga Calba                                                                | casa consistorial                              | Estil: arquitectura popular              | 41° 29′ 42″ N, 1° 00′ 19″ E / 41.494919444444°N,1.0051805555556°E 432 msnm                      | bé integrant del patrimoni cultural català           | Casa de la Vila (l'Espluga Calba) | Modifica les dades a Wikidata |
|        | Castell de l'Espluga Calba     | l'Espluga Calba                                                                | castell                                        | Estil: arquitectura gòtica 15th century  | 41° 29′ 42″ N, 1° 00′ 17″ E / 41.4949°N,1.00479°E ca:Carrer Major, 19, l'Espluga Calba 435 msnm | bé d'interès cultural bé cultural d'interès nacional | Castell de l'Espluga Calba        | Modifica les dades a Wikidata |
|        | Construccions de pedra seca    | l'Espluga Calba                                                                | barraca de vinya                               | Estil: arquitectura popular              |                                                                                                 | bé integrant del patrimoni cultural català           |                                   | Modifica les dades a Wikidata |
|        | Creu Grossa                    | l'Espluga Calba                                                                | creu de terme                                  | Estil: arquitectura popular 20th century | 41° 30′ 12″ N, 1° 00′ 18″ E / 41.5034°N,1.00513°E ca:Carretera LV-2014, km 8 505 msnm           | bé integrant del patrimoni cultural català           | Creu Grossa                       | Modifica les dades a Wikidata |
|        | Escultura Dona amb Ocell       | l'Espluga Calba                                                                | monument                                       |                                          | 41° 29′ 50″ N, 1° 00′ 17″ E / 41.49718°N,1.00469°E ca:Fàbrica John Fil                          | bé integrant del patrimoni cultural català           |                                   | Modifica les dades a Wikidata |
|        | Mas Blanc                      | l'Espluga Calba                                                                | vèrtex geodèsic                                | Alt: 1.2m                                | 41° 28′ 13″ N, 0° 59′ 13″ E / 41.470217°N,0.986892°E 536.259 msnm                               |                                                      |                                   | Modifica les dades a Wikidata |
|        | Molí el Cila                   | l'Espluga Calba                                                                | molí d'aigua                                   |                                          | 41° 29′ 59″ N, 0° 59′ 23″ E / 41.4996756492706°N,0.989751601762419°E                            |                                                      |                                   | Modifica les dades a Wikidata |
|        | Pedrera del Rúbio              | l'Espluga Calba                                                                | pedrera                                        |                                          | 41° 29′ 32″ N, 0° 59′ 14″ E / 41.4922752225188°N,0.987357089853146°E                            |                                                      |                                   | Modifica les dades a Wikidata |
|        | Porxo del Sabater              | l'Espluga Calba                                                                | porta de ciutat                                | Estil: arquitectura popular              | 41° 29′ 41″ N, 1° 00′ 16″ E / 41.49472°N,1.00458°E ca:Carrer Major, 16                          | bé integrant del patrimoni cultural català           |                                   | Modifica les dades a Wikidata |
|        | Santa Maria de l'Espluga Calba | l'Espluga Calba                                                                | església                                       | Estil: arquitectura barroca              | 41° 29′ 42″ N, 1° 00′ 12″ E / 41.49493°N,1.00344°E 434 msnm                                     | bé integrant del patrimoni cultural català           | Santa Maria de l'Espluga Calba    | Modifica les dades a Wikidata |
|        | Vall de Vinaixa                | els Omellons Vinaixa Tarrés Fulleda l'Espluga Calba Vimbodí i Poblet Vallclara | àrea protegida vall                            | Superfície: 3024.17ha                    | 41° 26′ 40″ N, 0° 59′ 33″ E / 41.4444305556°N,0.992636111111°E Depressió Central                |                                                      | Vall de Vinaixa                   | Modifica les dades a Wikidata |
|        | cova del Guardiola             | l'Espluga Calba                                                                | cova                                           |                                          | 41° 29′ 35″ N, 0° 59′ 20″ E / 41.49312142254°N,0.988876204205312°E                              |                                                      |                                   | Modifica les dades a Wikidata |
|        | l'Espluga Calba                | l'Espluga Calba                                                                | entitat singular de població capital municipal | 332 hab                                  | 41° 29′ 42″ N, 1° 00′ 14″ E / 41.49488972°N,1.00375578°E 433 msnm                               |                                                      |                                   | Modifica les dades a Wikidata |